# Mary Anne Krupsak
Mary Anne Krupsak (* 26. März 1932 in Schenectady, New York; † 28. Dezember 2024) war eine US-amerikanische Rechtsanwältin und Politikerin (Demokratische Partei). Sie war die Tochter von Ambrose M. Krupczak und Mamie (Wytrwal) Krupczak.

## Werdegang
Mary Anne Krupsak wuchs in Amsterdam (New York) auf, wo ihre Eltern eine Apotheke betrieben und ihr Vater ein demokratisches Mitglied im Board of Supervisors of Montgomery County war.
Krupsak entschied sich ebenfalls eine politische Laufbahn zu verfolgen. Sie war zwei Amtsperioden in der New York State Assembly tätig und eine im Senat von New York. Dann kandidierte sie 1974 für das Amt des Vizegouverneurs von New York. Als Running Mate von Hugh Carey gewählt, war sie darüber bestürzt, wie Carey sie im Amt behandelte, da sie sich nicht genug gefordert füllte. Nachdem sie beschlossen hatte für eine zweite Amtsperiode anzutreten, entschied sich Krupsak von der Wahlliste zu streichen und forderte stattdessen Carey bei der demokratischen Nominierung für das Amt des Gouverneurs heraus. Sie verlor die Vorwahl gegenüber Carey und nach einem erfolglosen Anlauf für den US-Kongress zog sie sich aus der Politik zurück.
Danach war sie Seniorpartner bei Krupsak and Mahoney, P.C., Staatsanwalt in Albany (New York) sowie Seniorpartner und Mitbegründer von Krupsak, Wass de Czege and Associates, einem Economic Development Consulting Unternehmen, das in Buffalo (New York) gegründet wurde.